# Mehmet Karadağ
Mehmet Serhat Karadağ (* 10. července 1956) je bývalý turecký reprezentant v zápase. V roce 1984 na olympijských hrách v Los Angeles vybojoval 7. místo v kategorii do 57 kg.